# Георг Фрідріх Кнапп

Staatliche Theorie des Geldes, 1923

Георг Фрідріх Кнапп (нім. Georg Friedrich Knapp; 1842, Гессен — 1926, Дармштадт) — німецький статистик і політеконом. Батько Еллі Хойс-Кнапп.

## Біографія
Навчався в університетах Мюнхена, Берліна, Геттінгена. Був директором статистичного бюро і професором в Лейпцизі, пізніше професором в Страсбурзі. Видатний теоретик статистики населення, Кнапп був одним з небагатьох статистиків, що мали суворо-математичну підготовку; зокрема, Кнапп розробив метод визначення індексу смертності.
В області соціальної статистики Кнапп не надавав закономірності громадських явищ характеру невідворотних природних законів; визнаючи вплив фізичних законів на стійкість морально-статистичних явищ, він бажав отримати методологічну нитку від розвитку соціальної етики, що ставить перед собою питання про свободу волі. Монетарна теорія Кнаппа передбачала погляди Джона Мейнарда Кейнса.

## Наукові праці
- «Ueber die Ermittelung der Sterblichkeit aus den Aufzeichnungen der Bevölkerungsstatistik» (Лейпциг, 1868);
- «Die Sterblichkeit in Sachsen» (Лейпциг, 1869);
- «Theorie des Bevölkerungswechsels» (Брауншвейг, 1874);
- «Die Bauernbefreiung und der Ursprung der Landarbeiter in den ältern Teilen Preussens» (Лейпциг, 1887);
- «Die Landarbeiter in Knechtschaft und Freiheit» (Лейпциг, 1891).